# Ctenucha cyaniris
Ctenucha cyaniris är en fjärilsart som beskrevs av George Francis Hampson 1898. Ctenucha cyaniris ingår i släktet Ctenucha och familjen björnspinnare. Inga underarter finns listade i Catalogue of Life.